# Alfa Romeo GTA

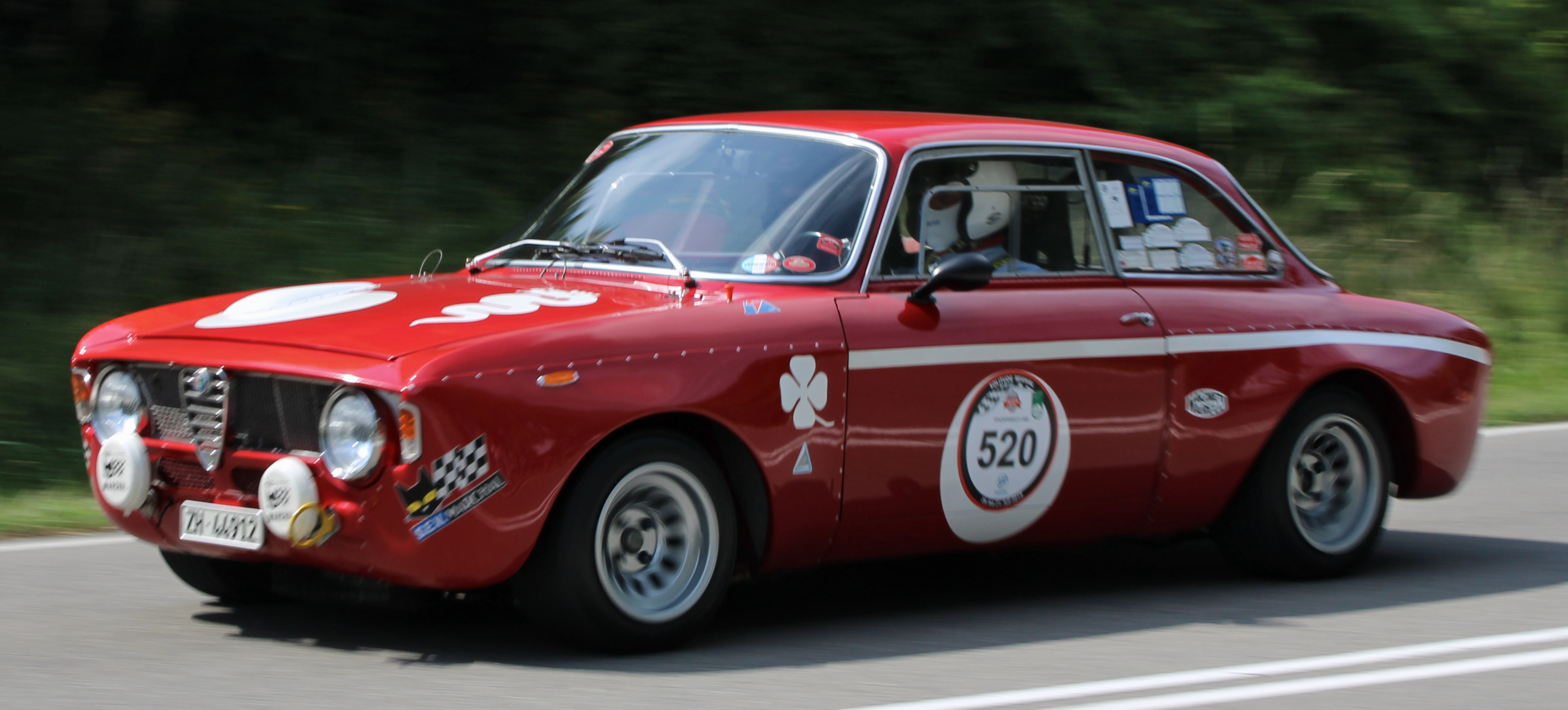
GTA 1300 Junior

De Alfa Romeo GTA is een sportieve coupé van Alfa Romeo die gebouwd werd van 1965 tot 1971. GTA is een afkorting van Gran Turismo Alleggerita (Italiaans voor lichter gemaakt) en wordt nu nog gebruikt voor de sportiefste versies van de huidige modellen.

## Giulia Sprint GTA (A staat voor Alleggerita)
Op basis van de Giulia Sprint GT ontwikkelde Autodelta, de racedivisie van Alfa Romeo, in 1965 een racewagen die de typeaanduiding GT Alleggerita kreeg. Het debuut van de auto vond plaats tijdens de Amsterdamse AutoRAI. Het uiterlijk verschilt niet veel van de Sprint GT, maar het koetswerk van de GTA wordt uit aluminium gemaakt, terwijl de bodemsectie van metaal is. De 1570cc-motor met vier cilinders in lijn krijgt een dubbele ontsteking (in de jaren 80 ook wel Twin Spark genoemd). Het maximale vermogen komt op 115 pk te liggen (voor de Stradale/straat-uitvoering) en de GTA kan snelheden halen van meer dan 185 km/u. De GTA bezorgde Alfa onder andere de titel van Europees kampioen in 1966, 1967 en 1968. Van 1968 tot 1973 kon de GTA ook verkregen worden met een kleinere viercilindermotor van 1290 cc. Deze GTA 1300-motoren hadden echter een andere boring en slag dan de standaard-1300-motoren leverbaar in de serieauto's. De motor kon nog altijd een vermogen van 96 pk leveren (voor de Stradale/straat-uitvoering) en zorgde voor een topsnelheid van boven de 175 km/u. In wedstrijdtrim met Spica-injectie konden vermogens tot 165 pk worden bereikt.

## GTAm
In 1970 werd als opvolger van de GTA de GTAm geïntroduceerd, gebaseerd op de GTV 1750. In eerste instantie was de GTAm beschikbaar met een 1779cc-motor uit de 1750, maar later werd deze opgeboord tot 1985 cc. Deze tweelitermotor had daardoor dus ook een andere boring en slag dan de latere GTV 2000-motor, en bovendien een afwijkende cilinderkop. De GTAm kreeg het voor de Amerikaanse markt door SPICA ontwikkelde mechanische injectiesysteem van de Alfa Romeo 1750. Het deel "Am" in de naam staat voor "America".  Er is ook een theorie dat "Am" een afkorting is van Alleggerita Maggiorata (vergroot in het Italiaans). De discussie hierover kan worden afgesloten: in 2011 tijdens het Spettacolo Sportivo Alfa Romeo op het circuit van Zandvoort heeft de directeur van het Documentazione Storico, Marco Fazio, nogmaals verklaard dat de afkorting staat voor America. De GTAm had een stalen koetswerk met delen van aluminium en kunststof, wat de verdwijning van Alleggerita uit de naam zou verklaren. De motor van de GTAm leverde een maximumvermogen van ongeveer 220 pk, wat later nog werd opgedreven tot 245 pk. De topsnelheid kwam hierdoor boven de 220 km/u te liggen. Het aantal geproduceerde GTAm's bedraagt ongeveer veertig stuks. In 1970 werd Toine Hezemans er Europees toerwagenkampioen mee.

## Heden
Op het autosalon van Frankfurt in 2001 presenteerde Alfa Romeo twee nieuwe GTA's: de 147 GTA en de 156 GTA. Beide kregen ze een 3,2 L V6-motor met een vermogen van 250 pk. Het laat de 156 van 0 tot 100 km/u spurten in 6,3 seconden en zorgt voor een topsnelheid van 250 km/u.